# فانيسا دا ماتا ماتا
فانيسا دا ماتا ماتا (بالبرتغالية: Vanessa da Mata‏) هي مغنية ومغنية مؤلفة برازيلية، ولدت في 10 فبراير 1976 في Alto Garças ‏ في البرازيل.

## وصلات خارجية
- الموقع الرسمي
- فانيسا دا ماتا ماتا على موقع IMDb (الإنجليزية)
- فانيسا دا ماتا ماتا على موقع ميوزك برينز (الإنجليزية)
- فانيسا دا ماتا ماتا على موقع أول ميوزيك (الإنجليزية)
- فانيسا دا ماتا ماتا على موقع ديسكوغز (الإنجليزية)